# Batalla de Galitzia
La Batalla de Galitzia fue una de las principales campañas del Frente Oriental de la Primera Guerra Mundial, desarrollándose a lo largo de la región histórica de Galitzia, en la actual Ucrania. La campaña de Galitzia se divide en cuatro principales batallas: Kraśnik, Komarów, Gnila Lipa y Rava-Ruska.
Las operaciones militares entre el Imperio Ruso y el Imperio Austrohúngaro comenzaron tres semanas más tarde que en el Frente Occidental debido a la mayor lentitud de movilización de los dos adversarios en la zona. Finalmente, la última batalla tuvo lugar en las proximidades de Leópolis entre el 23 de agosto y el 11 de septiembre de 1914, con victoria rusa.

## Antecedentes
Cuando la guerra contra Rusia se hizo evidente a principios de agosto de 1914, el jefe del Estado Mayor austrohúngaro Conrad von Hötzendorf decidió emprender una ofensiva en el Zarato de Polonia con el primero y el cuarto destacamento de tropas del norte. A medida que el Ejército Imperial Ruso empezara a movilizar tropas, no tardarían en superar en número a los efectivos austrohúngaros, por lo que la única forma de vencer a los rusos sería adelantarse a ellos.
Los austrohúngaros también esperaban que el Imperio alemán se uniera a su ofensiva en Polonia, pero esa esperanza se vio truncada cuando Berlín solamente desplegó soldados en el este de Prusia Oriental para defensa propia.
Mientras tanto, Nikolái Ivánov, comandante ruso del frente suroccidental, esperaba una ofensiva austrohúngara en Leópolis. El plan ruso consistía en realizar una contraofensiva en el este de Galitzia con el 3.er y 8.º ejércitos rusos.

## Batallas

### Batalla de Kraśnik
El Primer Ejército Austrohúngaro, bajo la dirección de Viktor Dankl se movía al norte, hacia Lublin. Dankl atacó a la cuarta guarnición rusa de Anton von Saltza en las proximidades de Kraśnik. El ejército de Dankl fue capaz de capturar 6.000 prisioneros de guerra rusos.

### Batalla de Komarów
El Cuarto Ejército, comandado por Moritz von Auffenberg, se disponía a tomar Chelm, haciendo retroceder al 5.º Ejército ruso de Pável Plehve en la batalla de Komarów, capturando a cerca de veinte mil prisioneros y causando fuertes bajas.

### Batalla de Gnila Lipa
A medida que los rusos estaban siendo obligados a retroceder a lo largo del frente norte, el 3.er ejército austríaco hizo un avance simultáneo contra el ala izquierda de Nikolái Ivánov. A lo largo del frente sur Ivánov tenía el Tercer ejército ruso bajo Nikolái Ruzski y el octavo ejército ruso bajo el capaz Alekséi Brusílov. Brusílov y Ruzski desplazaron a las tropas austríacas hacia el norte, consiguiendo que estás fueran incapaces de reagruparse y detener a las unidades rusas. Este ataque se conoce como la Batalla de Gnila Lipa.

### Batalla de Rawa
Con el 3.er Ejército en plena retirada, Franz Conrad von Hötzendorf sacó fuerzas para enfrentarse a los rusos localizados en Leópolis. Ivanov ordenó al Quinto Ejército de Plehve a expulsar hacia el sur a los austríacos. El segundo ejército se retiró rápidamente a la vecina Serbia, dejando a los rusos el control de la ciudad.